# Lelio Torelli

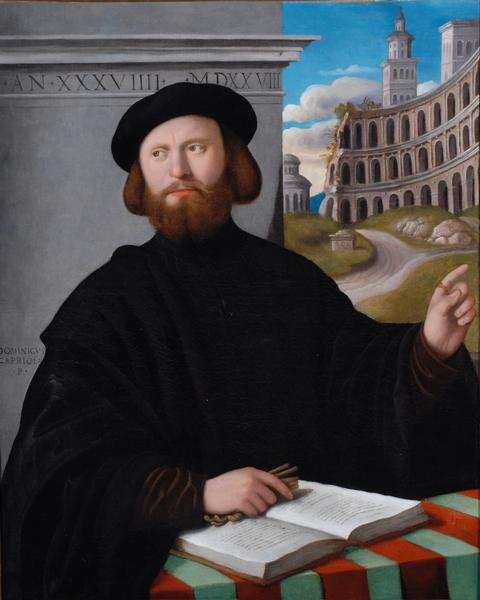
Domenico Capriolo, Ritratto di Lelio Torelli (Bowes Museum)

Stemma dei Torelli

Lelio Torelli (Fano, 1498 – Firenze, 27 marzo 1576) è stato un funzionario e giurista italiano, segretario di Cosimo I de' Medici.

## Biografia
Era figlio di Giannantonio e di Camilla Costanzi.
Giunto a Firenze il Granduca lo nominò adiutore del fisco, poi primo segretario (1564). Pubblicò numerose opere giuridiche e poesie, sia in italiano che in latino. Riuscì a dirimere varie questioni giuridiche, come la contesa tra Cosimo e Lorenzino de' Medici sui beni patrimoniali della famiglia.
Nel 1553, con l'approvazione del princeps, pubblicò la "genuina lezione" delle "Pandette Pisane", una revisione del diritto vigente operata dal Poliziano, dal Bolognino e dai Domenicani di Bologna secondo i canoni filologici proposti dalla Scuola culta.
Secondo un manoscritto riscoperto da Guido Carocci, fu ucciso da Troilo Orsini in un'imboscata al Canto degli Aranci (tra le attuali via Ghibellina e via Verdi), per i sospetti di complicità con Isabella de' Medici. A sua volta l'Orsini fu ferito in un attentato il 30 novembre 1577 a Parigi e morì due giorni dopo.

## Discendenza
Sposò nel 1516 Lia Marcolini (?-1568), dalla quale ebbe cinque figli:
- Vincenzo (?-1596), religioso
- Paolo (?-1599), religioso
- Francesco (?-1575), giurista e funzionario alla corte dei Medici
- Giovanna, sposò Camillo Giordani
- Andrea